# 鍬田一雅
鍬田 一雅（くわた かずま、2000年4月20日 - ）は、佐賀県出身のサッカー選手。ポジションはMF。

## 来歴
地元高校卒業後、福岡のRAFAサッカーアカデミーを経てスペインに渡りADアルコルコンと契約を結んだ。ADアルコルコンではU-19リーグであるディビシオン・デ・オノール・フベニールでプレーした。その後、プレフェレンテ（5部相当）のCDEルーゴ・フエンラブラダに加入。CDEルーゴ・フエンラブラダ退団後、SC相模原のサテライトチームであるSC相模原U-21に加入した。
2021年3月26日、SC相模原U-21からトップチームに昇格することが発表された。2021年12月8日、契約満了による退団が発表された。
2022年2月5日、関東サッカーリーグ1部のジョイフル本田つくばFCへの加入が発表された。
2024年12月25日、関東サッカーリーグ1部の南葛SCへの加入が発表された。

## 所属クラブ
- VALENTIA U-12
- VALENTIA U-15
- 2016年 - 2018年 龍谷高等学校
- 2017年 RAFAサッカーアカデミー
- 2018年  ADアルコルコン
- 2019年 - 2020年  CDEルーゴ・フエンラブラダ
- 2020年 SC相模原U-21
- 2021年  SC相模原
- 2022年 - 2024年  ジョイフル本田つくばFC
- 2025年 -  南葛SC

## 個人成績
| 国内大会個人成績 | 国内大会個人成績 | 国内大会個人成績 | 国内大会個人成績 | 国内大会個人成績 | 国内大会個人成績 | 国内大会個人成績 | 国内大会個人成績 | 国内大会個人成績 | 国内大会個人成績 | 国内大会個人成績 | 国内大会個人成績 |
| 年度             | クラブ           | 背番号           | リーグ           | リーグ戦         | リーグ戦         | リーグ杯         | リーグ杯         | オープン杯       | オープン杯       | 期間通算         | 期間通算         |
| 年度             | クラブ           | 背番号           | リーグ           | 出場             | 得点             | 出場             | 得点             | 出場             | 得点             | 出場             | 得点             |
| 日本             | 日本             | 日本             | 日本             | リーグ戦         | リーグ戦         | リーグ杯         | リーグ杯         | 天皇杯           | 天皇杯           | 期間通算         | 期間通算         |
| ---------------- | ---------------- | ---------------- | ---------------- | ---------------- | ---------------- | ---------------- | ---------------- | ---------------- | ---------------- | ---------------- | ---------------- |
| 2021             | 相模原           | 25               | J2               | 0                | 0                | -                | -                | 1                | 0                | 1                | 0                |
| 2022             | つくば           | 25               | 関東1部          | 15               | 1                | -                | -                | -                | -                | 15               | 1                |
| 2023             | つくば           | 7                | 関東1部          | 18               | 5                | -                | -                | -                | -                | 18               | 5                |
| 2024             | つくば           | 7                | 関東1部          | 18               | 6                | -                | -                | -                | -                | 18               | 6                |
| 2025             | 南葛             | 7                | 関東1部          |                  |                  | -                | -                | -                | -                |                  |                  |
| 通算             | 日本             | 日本             | J2               | 0                | 0                | -                | -                | 1                | 0                | 1                | 0                |
| 通算             | 日本             | 日本             | 関東1部          | 51               | 12               | -                | -                | -                | -                | 51               | 12               |
| 総通算           | 総通算           | 総通算           | 総通算           | 51               | 12               | -                | -                | 1                | 0                | 52               | 12               |